# Suecia en los Juegos Olímpicos de Grenoble 1968
Suecia estuvo representada en los Juegos Olímpicos de Grenoble 1968 por un total de 68 deportistas que compitieron en 9 deportes.  
El portador de la bandera en la ceremonia de apertura fue el esquiador de fondo Barbro Martinsson.

## Medallistas
El equipo olímpico sueco obtuvo las siguientes medallas:
| Nombre                                                           | Deporte               | Competición  |
| ---------------------------------------------------------------- | --------------------- | ------------ |
| Oro                                                              |                       |              |
| Toini Gustafsson                                                 | Esquí de fondo        | 5 km F       |
| Toini Gustafsson                                                 | Esquí de fondo        | 10 km F      |
| Johnny Höglin                                                    | Patinaje de velocidad | 10 000 m M   |
| Plata                                                            |                       |              |
| Jan Halvarsson Bjarne Andersson Gunnar Larsson Assar Rönnlund    | Esquí de fondo        | 4 × 10 km M  |
| Britt Strandberg Toini Gustafsson Barbro Martinsson              | Esquí de fondo        | 3 × 5 km F   |
| Bronce                                                           |                       |              |
| Lars-Göran Arwidson Tore Eriksson Olov Petrusson Holmfrid Olsson | Biatlón               | 4 × 7,5 km M |
| Gunnar Larsson                                                   | Esquí de fondo        | 15 km M      |
| Örjan Sandler                                                    | Patinaje de velocidad | 10 000 m M   |